# Генрих Людвиг (князь Нассау-Саарбрюккена)
Генрих Людвиг Карл Альбрехт Нассау-Саарбрюккенский (нем. Heinrich Ludwig Karl Albrecht von Nassau-Saarbrücken; 9 марта 1768, Саарбрюккен — 27 апреля 1797 под Кадольцбургом) — номинальный князь Нассау-Саарбрюккена, с 1793 года оккупированного французскими революционными войсками.

## Биография
Генрих Людвиг — сын князя Людвига Нассау-Саарбрюккенского и Вильгельмины Шварцбург-Рудольштадтской (1751—1780), дочери князя Иоганна Фридриха. Родители Генриха Людвига не ладили, и мать Вильгельмина уехала с ним в Гальбергский дворец.
Принц Генрих Людвиг обучался в Страсбургском университете, в 1782—1785 годах изучал физику в Гёттингенском университете. После учёбы отправился в путешествия и побывал в 1786 году в Берлине, а весной 1787 года — в Италии.
14 мая 1793 года Генрих Людвиг был вынужден бежать от французов в Нойнкирхенский дворец и поступил на военную службу Пруссии. В октябре 1793 года Генриху Людвигу довелось наблюдать пожар в фамильном дворце. 14 ноября 1793 года Генрих Людвиг получил звание полковника прусской кавалерии. В 1794 году наследовал княжеский титул после смерти отца. В 1797 году умер после падения с лошади.
Генрих Людвиг завещал похоронить себя в Гальберге, где он провёл детство, но барочный замок Монплезир, построенный графом Людвигом Крафтом Нассау-Саарбрюккенским, лежал в развалинах после Войны первой коалиции и находился на оккупированных французами землях. Поэтому Генриха Людвига похоронили в Кадольцбурге. Лишь в 1976 году по общественной инициативе останки князя Генриха Людвига Нассау-Саарбрюккенского перезахоронили в Гальберге.
Генрих Людвиг женился 6 октября 1785 года на Марии Франциске Максимилии Монбарре (1761—1838). Брак остался бездетным. Княжеский титул отошёл после смерти князя Генриха Людвига кузену его отца Карлу Вильгельму Нассау-Узингенскому.